# Centronycteris maximiliani
Centronycteris maximiliani is een zoogdier uit de familie van de schedestaartvleermuizen (Emballonuridae). De wetenschappelijke naam van de soort werd voor het eerst geldig gepubliceerd door Fischer in 1829.